# Manggungmangu
Manggungmangu is een bestuurslaag in het regentschap Kendal van de provincie Midden-Java, Indonesië. Manggungmangu telt 2246 inwoners (volkstelling 2010).